# Palmar (Costa Rica)
Palmar è un distretto della Costa Rica facente parte del cantone di Osa, nella provincia di Puntarenas.